# Hainfeld (Baixa Áustria)
Hainfeld (Baixa Áustria) é um município da Áustria localizado no distrito de Lilienfeld, no estado de Baixa Áustria.